# Stuttgarter RC
Der Stuttgarter RC, offiziell Stuttgarter Rugby Club e. V. (SRC), ist ein Rugbyclub aus Stuttgart-Degerloch im Ortsteil Hoffeld. Der SRC ist ein reiner Rugbyclub auf Amateurbasis. Die Vereinsfarben sind Blau-Gelb. Der Verein hat 212 Mitglieder.

## Mannschaften

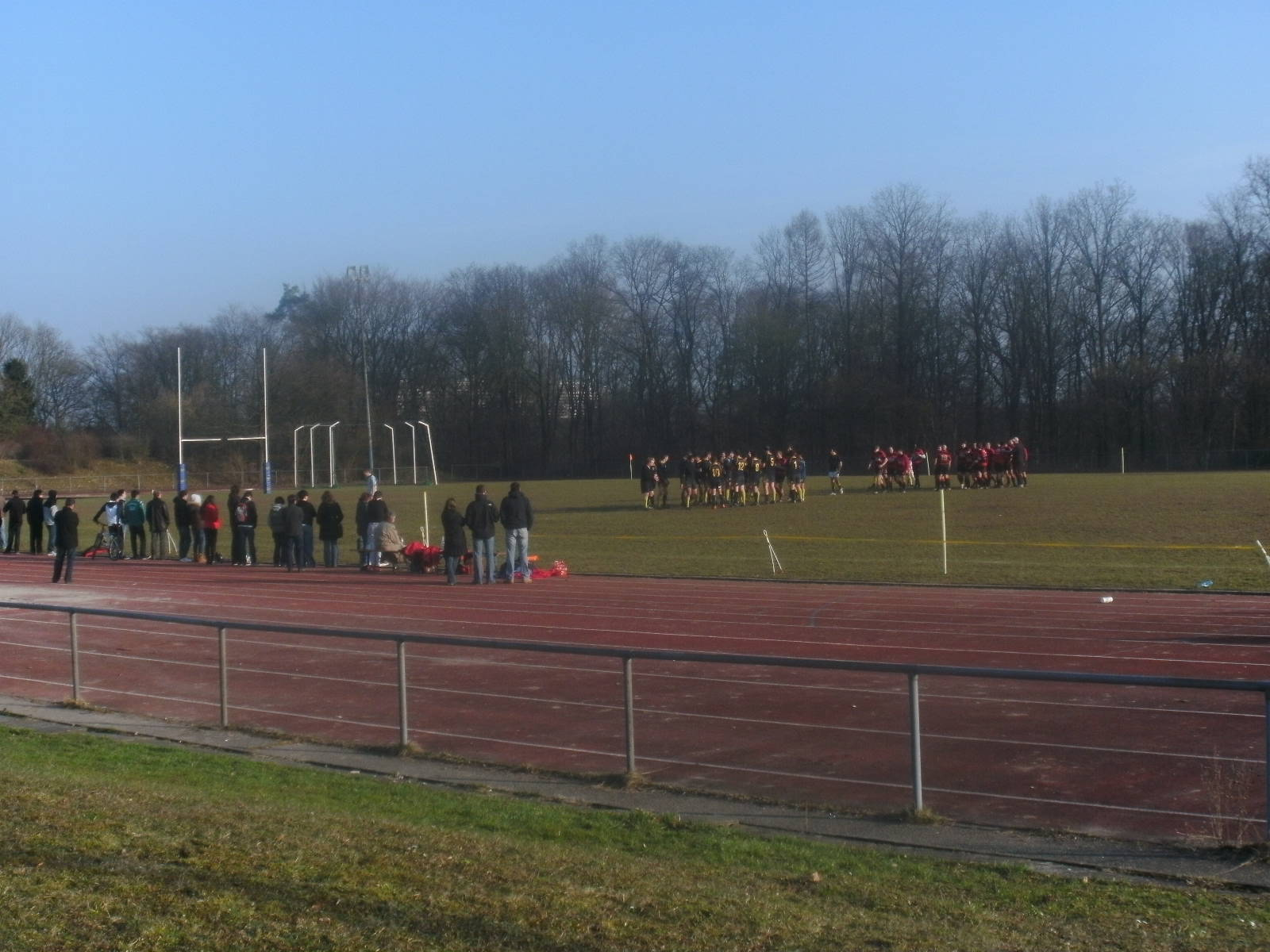
Der Stuttgarter RC bei einem Heimspiel im Stadion „Hohe Eiche“

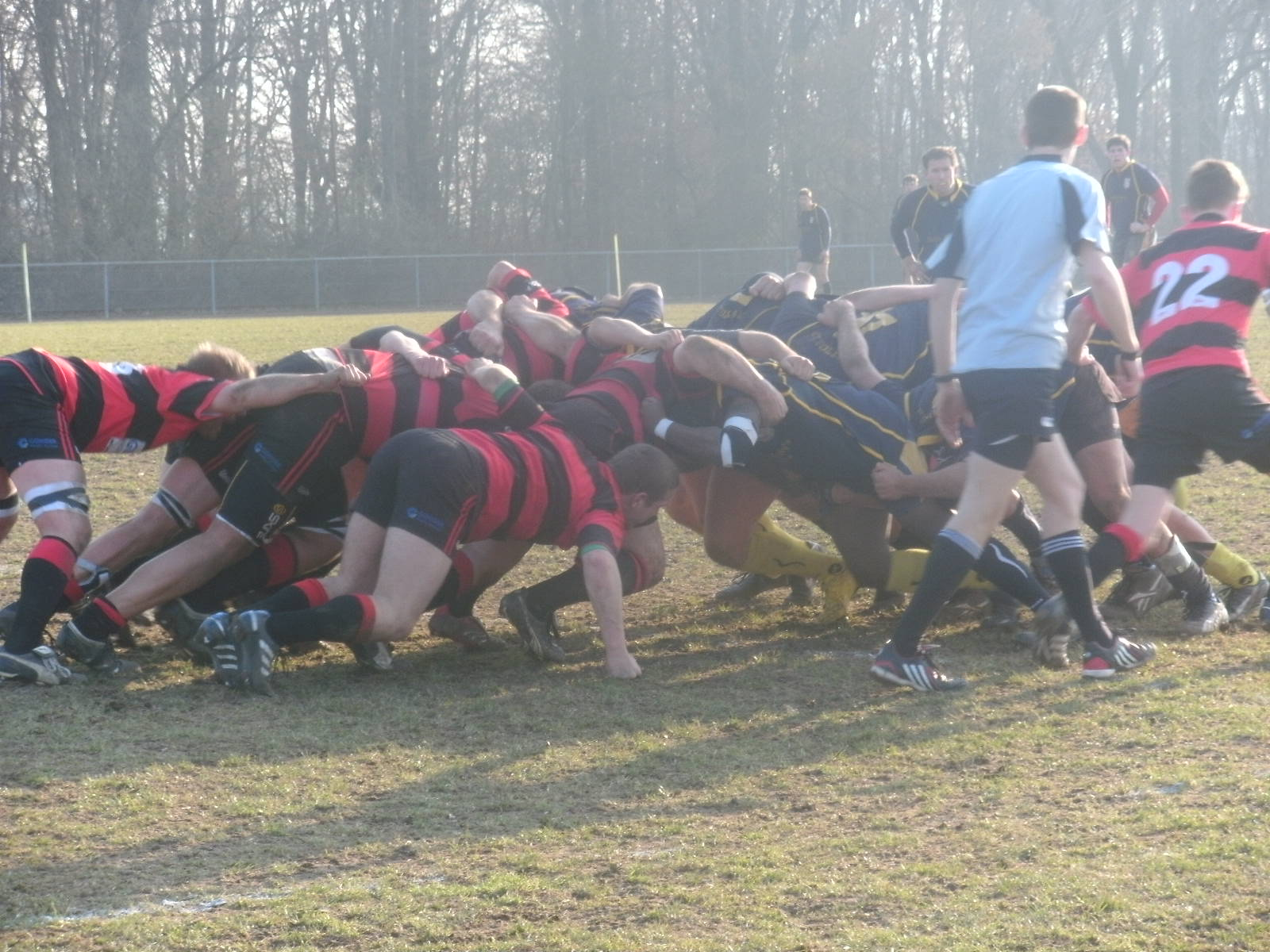
Der Stuttgarter RC (blaue Spielkleidung) bei einem Heimspiel gegen SC Frankfurt 1880 II 2010/2011

Es gibt drei Erwachsenen-Teams sowie zwei Nachwuchs-Teams. Aus den Reihen des SRC sind zudem mehrere Nationalspielerinnen hervorgegangen.
Alle Mannschaften des Stuttgarter RC spielen Rugby Union nach den Rugby-Union-Regeln, in Deutschland besser bekannt als 15er-Rugby. Jedoch nehmen Mannschaften des SRC gelegentlich auch an 10er-Turnieren teil.
Die erste Herrenmannschaft des SRC spielt zurzeit in der 2. Bundesliga, die Damenmannschaft in der Frauen-Rugby-Bundesliga. Die zweite Herrenmannschaft nimmt an Turnieren der Verbandsliga Baden-Württemberg teil.
Die Heimspiele der Herrenmannschaften und der Damenmannschaften werden im Stadion Hohe Eiche in Stuttgart-Hoffeld ausgetragen.

## Geschichte des Stuttgarter Rugbys

### 1860–1934: Vom Beginn bis zur ersten Clubgründung
Durch die Gründung englischer Privatschulen in Cannstatt um 1860 wurde unter anderem durch William Cail Rugby in Stuttgart eingeführt. Der erste richtige Verein, der das Rugbyspiel offiziell pflegte, war der am 25. März 1890 gegründete Cannstatter Fußball-Club, kurz CFC genannt. Ihm folgte am 9. September 1893 der FV 1893 Stuttgart. 1894 kam mit der Gründung des Stuttgarter Fußball-Clubs der dritte Verein hinzu, der zu dieser Zeit Rugby spielte. Von allen drei Vereinen gelang es nur dem FV, sich dauerhaft als Verein durchzusetzen. Der CFC ging unter anderem in Teilen zum FV und in Teilen zum Cannstatter Kronen Club über. Diese beiden Vereine schlossen sich 1912 wiederum zum VfB Stuttgart zusammen. 1900 gehörte der FV 1893 zu den Gründungsmitgliedern des Deutschen Rugby-Fußballverbandes, damals noch innerhalb des DFBs. Das Jahr 1909 wartete gleich mit zwei Highlights aus der damaligen Vereinsgeschichte auf. Zuerst kam es am 12. April zu einer in diesen Zeiten seltenen internationalen Begegnung zwischen dem FV 1893 und dem Sporting Club Universitaire de France aus Paris, und am 14. November 1909 stand der FV 1893 Stuttgart in seinem ersten bedeutenden nationalen Endspiel. Dabei handelte es sich um die erste deutsche Rugby-Meisterschaft gegen den FSV 1897 Hannover. Mit dem Gastspiel des damaligen französischen Meisters Stade Bordelais 1910 beim FV 1893 begann der schleichende Niedergang des Rugbys beim FV 1893, da nun der (Association)Fußball immer mehr an Popularität gewann. Kurzzeitig gelang es dem damaligen VfB-Präsidenten Dr. Deubler noch einmal, nach dem Ersten Weltkrieg die Rugbyfußballer als vollwertige Abteilung innerhalb des VfB Stuttgart zu etablieren.

### 1934–1958: Erste und zweite Clubgründung
Der letzte verbliebene Rest der VfB-Rugbymannschaft wagte unter der Leitung von Carl Gottlob Neidhart 1934 als Stuttgarter Rugby Club die Fortsetzung der Rugbytradition in Stuttgart. Dass diese noch sehr stark war, zeigte sich an den gewonnenen Gaumeisterschaften 1936 und 1937 sowie der Berufung der SRC-Spieler Schlotterbeck, Neidhart und Gilbert in die damalige Rugby-Nationalmannschaft. Mit dem Länderspiel Deutschland gegen Italien, das am 5. Mai 1940 im Neckarstadion stattfand, endete dann die große Zeit des SRC. Mit von der US-Armee geschenkten Bällen musste in den 1950er Jahren zum zweiten Male ein mühseliger Anfang gemacht werden, der mit der zweiten Vereinsgründung 1958 seinen vorläufigen Höhepunkt fand.

### 1966–1997: PSG Stuttgart
1966 wurde der SRC zum zweiten Mal aufgelöst, da der genutzte Rasenplatz in Möhringen nicht mehr zur Verfügung stand. Noch im selben Jahr trat der SRC nach langen und harten Verhandlungen geschlossen als Abteilung der Postsportgemeinschaft Stuttgart bei. Am 9. Juni 1968 richtete die Rugbyabteilung der PSG das 48. Endspiel um die deutsche Rugby-Meisterschaft vor 5000 Zuschauern im Stadion Festwiese zwischen dem Südmeister TSV Handschuhsheim und dem Nordmeister DSV 1878 Hannover aus. 1971 wurde die PSG zum ersten Mal Süddeutscher Regionalligameister. Im Jahr 1982 existierte eine Spielgemeinschaft mit den Stuttgarter Exiles – einer angloamerikanischen Mannschaft, die 1984 geschlossen der PSG beitrat. Mit einem 19:9-Sieg gegen den Heidelberger Ruderklub gelang der Gewinn der zweiten süddeutschen Meisterschaft und der Aufstieg in die 1. Bundesliga Süd. Während 1991 die erste Finalteilnahme im deutschen Ligapokal gegen den FC St. Pauli noch verloren wurde, konnte 1992 im Finalspiel gegen den FV 1897 Linden dieser gewonnen werden. Durch das Karriereende wichtiger Leistungsträger und mangelndem Nachwuchs stieg die PSG 1993 aus der 1. Bundesliga wieder ab. Infolge der Auflösung der Bundespostbehörde 1997 wurde die PSG Stuttgart insolvent und musste in Konkurs gehen.

### 1998–Heute
Analog den Ereignissen von 1934 wurde auch diesmal der inzwischen dritte Neuanfang seit 64 Jahren von verbliebenen Rugbyspielern unter dem alten Namen SRC gemacht. 2007 gelang der Gewinn der dritten Süddeutschen Regionalligameisterschaft und der damit verbundene Aufstieg in die 2. Bundesliga Süd. Mit der Finalteilnahme am Ligapokal und dem Gewinn der deutschen 2. Ligameisterschaft bei den Herren und einen guten dritten Platz bei den Damen konnte der SRC 2010 seine bisher beste Saison nach Wiedergründung feiern.

## Erfolge

### Erfolge Herren
- Württembergisch-Bayrischer Gaumeister: 1936, 1937
- Ligapokal Sieger: 1992
- Ligapokal Finalist: 1991, 2010
- Süddeutscher Meister: 1971, 1990
- Gewinn 2. Bundesliga: 1990, 1993
- Gewinn Regionalliga Baden-Württemberg: 2007
- Aufstieg in die 1. Bundesliga Süd: 1990–1993
- Aufstieg in die 2. Bundesliga Süd: 2007
- Meister 2. Bundesliga Süd: 2010
- Deutscher Meister der 2. Bundesliga Süd/Nord 2010

### Erfolge Damen
- Gewinn 2. Bundesliga: 2006, 2007
- Aufstieg in die 1. Bundesliga: 2007